# 800 meter för damer vid inomhusvärldsmästerskapen i friidrott 2022
Damernas 800 meter vid inomhusvärldsmästerskapen i friidrott 2022 hölls den 19 och 20 mars 2022 på Štark arena i Belgrad i Serbien. 17 tävlande från 13 nationer deltog. 8 tävlande gick vidare från försöksheaten till finalen.
Ajeé Wilson från USA vann guldet efter ett säsongsbästa på tiden 1.59,09. Silvermedaljen togs av etiopiska Freweyni Hailu på säsongsbästa 2.00,54 och bronset gick till Halimah Nakaayi från Uganda på tiden 2.00,66.

## Resultat

### Försöksheat
Kvalificeringsregler: De två första i varje heat 0Q0 samt de 2 snabbaste tiderna 0q0 gick vidare till finalen.
Försöksheaten startade den 19 mars klockan 11:44.
| Placering | Heat | Bana | Namn                    | Nationalitet   | Tid            | Noteringar |
| --------- | ---- | ---- | ----------------------- | -------------- | -------------- | ---------- |
| 1         | 3    | 2    | Habitam Alemu           | Etiopien       | 2.01,12        | 0Q0, 0SB0  |
| 2         | 3    | 5    | Catriona Bisset         | Australien     | 2.01,24        | 0Q0        |
| 3         | 3    | 6    | Halimah Nakaayi         | Uganda         | 2.01,47        | 0q0        |
| 4         | 1    | 6    | Natoya Goule            | Jamaica        | 2.01,65        | 0Q0        |
| 5         | 1    | 4    | Freweyni Hailu          | Etiopien       | 2.01,70        | 0Q0, 0SB0  |
| 6         | 3    | 1    | Lindsey Butterworth     | Kanada         | 2.01,99        | 0q0        |
| 7         | 1    | 3    | Jenny Selman            | Storbritannien | 2.02,00        |            |
| 8         | 3    | 3    | Angelika Cichocka       | Polen          | 2.02,01        |            |
| 9         | 1    | 5    | Madeleine Kelly         | Kanada         | 2.02,06        |            |
| 10        | 1    | 1    | Elena Bellò             | Italien        | 2.02,35 (,342) |            |
| 11        | 1    | 2    | Olivia Baker            | USA            | 2.02,35 (,350) |            |
| 12        | 2    | 2    | Ajeé Wilson             | USA            | 2.03,42        | 0Q0        |
| 13        | 2    | 3    | Lorena Martín           | Spanien        | 2.03,85 (,845) | 0Q0        |
| 14        | 2    | 5    | Tigist Girma            | Etiopien       | 2.03,85 (,847) |            |
| 15        | 3    | 4    | Naomi Korir             | Kenya          | 2.03,94        |            |
| 16        | 2    | 4    | Hedda Hynne             | Norge          | 2.04,17        |            |
| 17        | 2    | 1    | Síofra Cléirigh Büttner | Irland         | 2.06,99        |            |
| 18        | 2    | 6    | Keely Hodgkinson        | Storbritannien | 0DNS0          |            |

### Final
Finalen startade den 20 mars klockan 18:07.
| Placering | Namn                | Nationalitet | Tid     | Noteringar |
| --------- | ------------------- | ------------ | ------- | ---------- |
| 1         | Ajeé Wilson         | USA          | 1.59,09 | 0SB0       |
| 2         | Freweyni Hailu      | Etiopien     | 2.00,54 | 0SB0       |
| 3         | Halimah Nakaayi     | Uganda       | 2.00,66 |            |
| 4         | Natoya Goule        | Jamaica      | 2.01,18 |            |
| 5         | Catriona Bisset     | Australien   | 2.01,24 |            |
| 6         | Lindsey Butterworth | Kanada       | 2.03,21 |            |
| 7         | Habitam Alemu       | Etiopien     | 2.03,37 |            |
| 8         | Lorena Martín       | Spanien      | 2.03,93 |            |